# Евгениевская псалтирь
Евгениевская псалтирь — древнерусская пергаменная рукопись XI века, представляет собой частично сохранившийся текст Псалтири с толкованиями псевдо-Афанасия Александрийского. Рукопись получила название по имени первого владельца — архиепископа новгородского Евгения Болховитинова, который обнаружил её в Юрьевом монастыре.
Объём сохранившейся части рукописи — 20 листов, два из которых ныне хранятся в собрании Библиотеки Академии наук (шифр 4.5.7), а основная часть — в Российской национальной библиотеке (шифр Погод. 9).

## Палеографическое описание
Пергамен рукописи тонкий, листы порваны во многих местах по линиям разлиновки. На некоторых листах сквозь пергамен просвечивают буквы, написанные на оборотной стороне.
Основная часть, хранящаяся в Российской национальной библиотеке, имеет картонный переплёт XIX века; вместе с пергаменными переплетены 2 бумажных листа, восполняющих часть рукописи, находяющуюся в Библиотеке Академии Наук.
Рукопись написана красивым чётким уставом, текст расположен в два столбца. Заглавные буквы в начале каждого стиха псалмов вынесены из текста на поле. Кроме них, в рукописи есть инициалы больших размеров, стоящие в начале псалма или песни. Всего их в рукописи 7, при этом 3 из них — глаголические (Ⰲ — л. 6а, Ⱆ — л. 18а и Ⰻ — л. 20а). Орнамент глаголических букв близок к инициалам и заставкам Зографского Евангелия .

## Языковые особенности
Ряд языковых черт Евгениевской псалтири позволяет предположить, что оригинал, с которого она была переписана на Руси, имеет западно-болгарское происхождение. Об этом говорит в частности частое написание е вместо ь при незначительном числе случаев с о вместо ъ, написание ѣко, наличие формы простого аориста.

## Исследования рукописи
Первое описание Евгениевской псалтири было подготовлено А. Х. Востоковым. Кроме того, в XIX веке рукопись была описана В. И. Срезневским. Основные языковые особенности описаны в работе Н. П. Гринковой.

## Издания
- Срезневский И. И. Древние памятники русского письма и языка // Известия 2-го Отделения Академии Наук, т. X, вып. 5, СПб., 1863. С. 451—472 — издание имеет ряд неточностей, см. список поправок в работе Н. П. Гринковой[10].
- Колесов В. В. Евгениевская Псалтирь // Acta Universitatis Szegediensis de Attila József nominatae. Diss. Slavicae = Мат-лы и сообщ. по славяноведению. Szeged, 1972. T. 8. P. 58—69
- Христова В., Клисурска М. Евгениевски Псалтир: Текст. Речник на словоформите // Годишник на Софийския ун-т. Научен център за славяно-византийски проучвания «Иван Дуйчев». 1991. Т. 2. С. 69—121.
- Электронная публикация на портале «Манускрипт»